# میک فلیتوود
میک فلیتوود (به انگلیسی: Mick Fleetwood) (زادهٔ ۲۴ ژوئن ۱۹۴۷) نوازندهٔ درامز و موسیقی‌دان بلوز بریتانیایی است. او بیشتر به‌عنوان درامر گروه فلیتوود مَک شهرت دارد. نام «فلیتوود مَک» به پیشنهاد پیتر گرین و با ترکیبی از فامیلی میک فلیتوود و جان مَک‌وی انتخاب شده‌است.
میک فلیتوود تنها عضو گروه‌است که طی بیش از ۴ دهه فعالیت‌شان به شکل مستمر در آن حضور داشته‌است. او در سال ۱۹۷۴ با لیندری باکینگهام و استیوی نیکس آشنا شد و از آن‌ها دعوت کرد تا به فلیتوود مَک بپیوندند. باکینگهام و نیکس نقش بزرگی در حصول موفقیت تجاری گروه در سال‌های بعد داشتند.
میک فلیتوود در سال ۱۹۹۸ به همراه دیگر اعضای فلیتوود مَک به عنوان اعضای جدید تالار مشاهیر راک اند رول معرفی شدند.